# Ida Alstad
Ida Alstad, née le 13 juin 1985 à Trondheim, est une handballeuse internationale norvégienne évoluant au poste d'arrière droite. 
Avec l'équipe de Norvège, elle a remporté les trois titres majeurs : elle est championne olympique (2012), championne du monde (2011) et championne d'Europe (2010).

## Biographie
À l'intersaison 2015, elle quitte le FC Midtjylland Håndbold pour rejoindre Byåsen Trondheim.
En décembre 2015, elle remporte le championnat du monde au Danemark en battant les Pays-Bas en finale. À la suite de la grave blessure de la hongroise Zsuzsanna Tomori durant ce mondial, elle est prêtée comme joker médical à Győr jusqu'à la fin de la saison où elle retrouve Heidi Løke, Linn Jørum Sulland et Kari Aalvik Grimsbø ses coéquipières en équipe nationale de Norvège.

## Palmarès

### Sélection nationale
Jeux olympiques
- médaille d'or aux jeux olympiques de 2012 à Londres
- médaillée de bronze aux Jeux olympiques de 2016 à Rio de Janeiro

championnat du monde
- vainqueur du championnat du monde 2011
- vainqueur du championnat du monde 2015
- 3e du championnat du monde 2009[8]

championnat d'Europe
- vainqueur du championnat d'Europe 2014
- vainqueur du Championnat d'Europe 2010
- finaliste du Championnat d'Europe 2012[9]

### Club
compétitions internationales
- vainqueur de la coupe des Coupes en 2015 (ne participe pas aux derniers tours) (avec le FC Midtjylland Håndbold)
- finaliste de la coupe d'Europe des vainqueurs de coupe en 2007 (avec Byåsen Trondheim)
- finaliste de la Ligue des champions en 2016 (avec Győri ETO KC)

compétitions nationales
- championne du Danemark en 2015 (avec le FC Midtjylland)
- championne de Hongrie en 2016 (avec Győri ETO KC)
- vainqueur de la coupe de Norvège en 2007 (avec Byåsen Trondheim)